# Robert Priebsch
Robert Priebsch (* 11. Juni 1866 in Tannwald, Böhmen; † 25. Mai 1935 in Perchtoldsdorf, Österreich) war ein deutscher Germanist.

## Leben
Priebsch stammte aus einer deutsch-böhmischen Industriellenfamilie. Er ging in Prag und Reichenberg ins Gymnasium und studierte später an den Universitäten Leipzig, Prag, Berlin, Straßburg und Graz. Während seines Studiums wurde er 1888 Mitglied der Landsmannschaft Marchia Berlin. Er wurde zum Dr. phil. promoviert. Priebsch war Professor für deutsche Literatur und Sprache, neben anderen Stationen in Großbritannien lehrte er u. a. am Institute of Germanic Studies der University of London und galt einigen als der Begründer der germanistischen Philologie im Vereinigten Königreich. Sein Schwerpunkt war die Erforschung althochdeutscher, mittelhochdeutscher und altniederdeutscher Manuskripte. Er war verheiratet und hatte eine Tochter, Hannah.

## Schriften
- The German language / by R. Priebsch and W. E. Collinson. -  1. publ. - London : Faber & Faber, 1934
- Christi Leiden, in einer Vision geschaut / hrsg. von Robert Priebsch. - Heidelberg : Winter, 1936.  Digitalisierte Ausgabe der Universitäts- und Landesbibliothek Düsseldorf
- Die heilige Regel für ein vollkommenes Leben : eine Cisterzienserarbeit des XIII. Jahrhunderts ; aus der Handschrift Additional 9048 des British Museum / hrsg. von Robert Priebsch. - Berlin : Weidmann, 1909. Digitalisierte Ausgabe der Universitäts- und Landesbibliothek Düsseldorf
- Bruder Rausch : Facsimile-Ausgabe des aeltesten niederdeutschen Druckes (A) nebst den Holzschnitten des niederlaendischen Druckes (J) vom Jahre 1596 / eingel. u. mit e. Bibliographie vers. von Robert Priebsch. - Zwickau : Ullmann, 1919. Digitalisierte Ausgabe der Universitäts- und Landesbibliothek Düsseldorf
- Deutsche Handschriften in England. 2 Bände (in 1 Band), Erlangen 1896–1901; Neudruck Olms, Hildesheim/New York 1979.
- Deutsche Prosafragmente des XII. Jahrhunderts. I: Bruchstücke des sog. Bamberger Arzneibuchs vermischt mit anderen medicinischen Traktaten. In: Modern Language Review 10, 1915, S. 203–221; II: Bruchstücke der sogenannten Practica des Meister Bartholomaeus. In: Modern Language Review 11, 1916, S. 321–334.
- Johan uz dem virgiere : eine spätmittelhochdeutsche Ritterdichtung nach flämischer Quelle. - Heidelberg : Winter, 1931. Digitalisierte Ausgabe der Universitäts- und Landesbibliothek Düsseldorf